# Johannes der Täufer (Stara Kamienica)

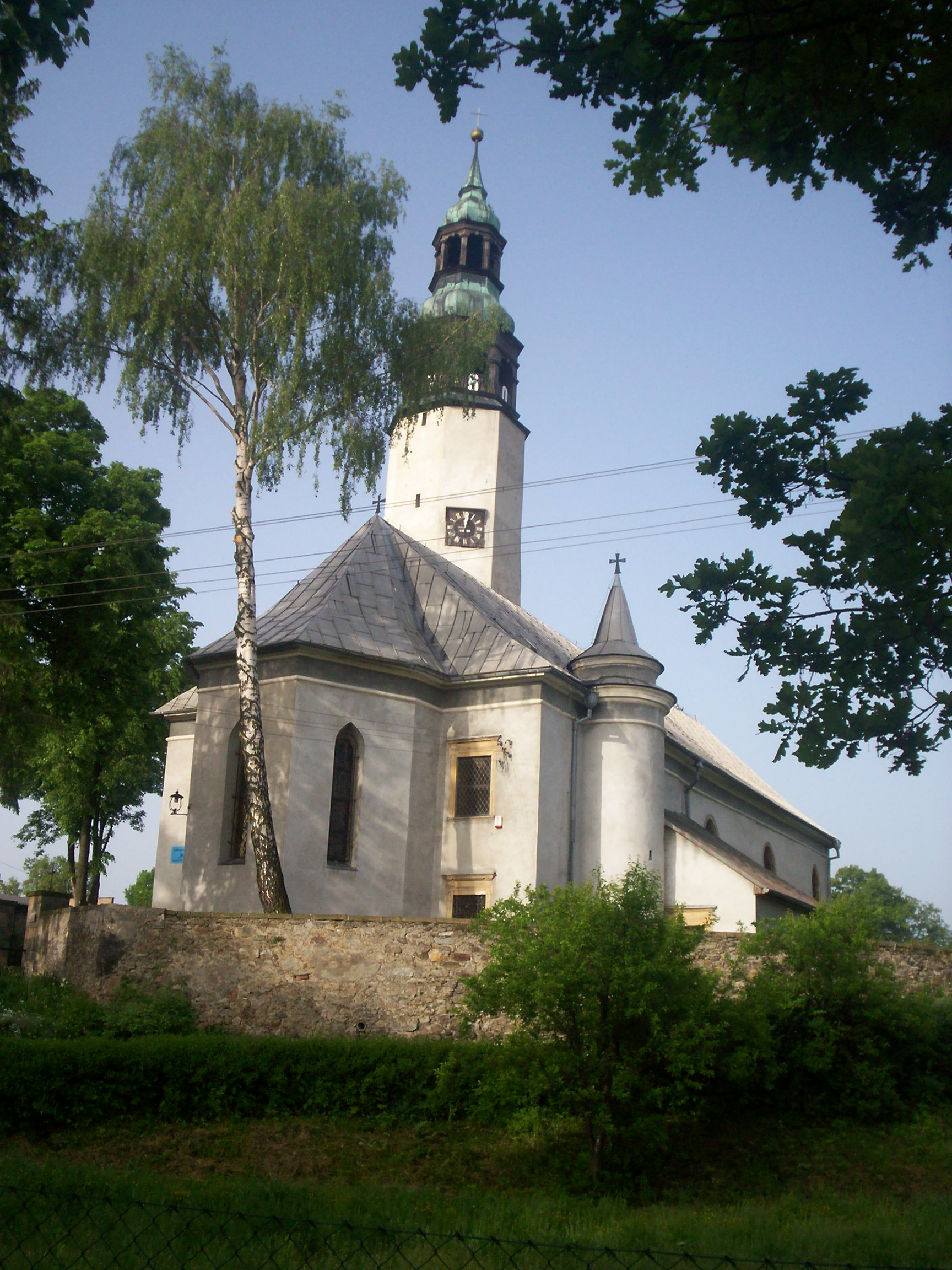
Kirche Enthauptung des hl. Johannes des Täufers

Die Kirche Johannes der Täufer (polnisch kościół pw. Ścięcia św. Jana) ist die römisch-katholische Pfarrkirche in Stara Kamienica (Alt-Kemnitz) in der Landgemeinde Stara Kamienica im Powiat Dzierżoniowski der Woiwodschaft Niederschlesien in Polen.

## Geschichte
Trotz Zeiten wirtschaftlicher Krise nahm Hans Ulrich von Schaffgotsch von 1622 bis 1626 einen Umbau der ursprünglich gotischen Kirche in Angriff. Alt Kemnitz war neben Kynast und Greiffenstein ein zweites Zentrum seiner Güter. Der Umbau der Pfarrkirche wurde durch den tragischen Tod des Stifters nicht abgeschlossen. Weitere Umgestaltungen des Gebäudes erfolgten 1677 und 1769. Renovierungen fanden in den Jahren 1957, 1975–1979 und 1991 statt.

## Bauwerk
Die von einer steinernen Friedhofsmauer umgebene Kirche befindet sich im Zentrum des Dorfes an der Westseite der Hauptstraße und fällt durch ihren kompakten Baukörper auf. Der Kirchenbau ist zweigeteilt und besteht aus einem kurzen, rechteckigen Mittelschiff, das im Westen dreiseitig abgeschlossen ist und in einen langgestreckten, dreischiffigen Chor übergeht. Das Mittelschiff endet mit einer fünfeckigen Apsis, die übrigen kürzeren Schiffe sind gerade geschlossen. An der Nahtstelle von Schiff und Chor befindet sich auf der Südseite ein ca. 40 m hoher, im Erdgeschoss quadratischer, im Obergeschoss achteckiger Turm mit barocker Haube. An den Chor sind zwei runde, niedrige Turmrisalite angefügt. Im Norden schließt sich eine niedrige Sakristei an. Alle Bauteile sind mit einem gemeinsamen hohen Satteldach überspannt, der Turm mit einer doppelten Kuppel in barocker Form. Die Risalite des Chors sind mit pyramidenförmigen Kuppeln bedeckt, der Sakristeianbau trägt ein Pultdach. Fenster und Türrahmungen sind weder typisch renaissancezeitlich noch gotisch. Analogien finden sich im Erdgeschoss des durch Valentin von Säbisch umgebauten Erdgeschosses des Breslauer Rathauses. Die Modernität der Kirche zeigt sich auch in dem Kontrast zwischen dem weiten Kirchenschiff und den schmalen und niedrigen Chorraum. Hier bildet die Regensburger Dreieinigkeitskirche eine Analogie. Der einschiffige Innenraum ist von einer Kassettendecke überdeckt. Der Chor besitzt ein Kreuzgewölbe.

## Ausstattung
Erhalten sind ein Taufbecken aus Sandstein von 1562 und die von Hans Ulrich von Schaffgotsch gestiftete hölzerne manieristische Kanzel aus der Zeit um 1626. Der frühbarocke Hauptaltar mit einer Darstellung der Enthauptung Johannes des Täufers stammt aus der 2. Hälfte des 17. Jahrhunderts. Der Altar verweist unmittelbar auf das Schicksal des Stifters Hans Ulrich, der in Zusammenhang mit der Verschwörung Wallensteins enthauptet wurde.